# Межа толерантності
Межа толерантності — поріг толерантності, за яким терпимість до чужого способу життя (поведінки, звичаїв, почуттів, ідей, вірувань), починає заважати (загрожувати виродженням) життю конкретного індивіда або громаді, нації, етносу, расі. Існує також протилежний поріг, дуже низька толерантність, при якій індивід або громада, нація, етнос, раса заважає життєдіяльності іншого індивіду або громади, нації, етносу, раси.
Приклади:
Глобальний перехід межі толерантності ми спостерігаємо в сучасній Європі на державному рівні. Він також поєднався з піком виродження (мінімумом народжуваності) самих європейців. В результаті зависокої толерантності до 2050 року (прогноз) ЄС буде мусульманським з переважаючим арабським населенням.